# Myzomela cineracea
El mielero cenizo (Myzomela cineracea) es una especie de ave paseriforme de la familia Meliphagidae. Anteriormente se consideraba una subespecie del mielero barbirrojo.

## Distribución
Es endémica del archipiélago Bismarck. Se encuentra únicamente en las islas de Nueva Bretaña y Umboi, en el noreste de Papúa Nueva Guinea.

## Subespecies
Se reconocen las siguientes según IOC:
- M. c. cineracea Sclater, PL, 1879 - Nueva Bretaña
- M. c. rooki Hartert, 1926 - Umboi